# Aphyosemion abacinum
Aphyosemion abacinum är en fiskart som beskrevs av Huber, 1976. Aphyosemion abacinum ingår i släktet Aphyosemion och familjen Nothobranchiidae. IUCN kategoriserar arten globalt som sårbar. Inga underarter finns listade i Catalogue of Life.